# St. Martin (Stein)
Die katholische Kirche St. Martin ist ein Kirchengebäude in der Ortsgemeinde Gossersweiler-Stein im Landkreis Südliche Weinstraße.
Sie steht unter Denkmalschutz.
Die Kirche befindet sich im Ortsteil Stein in der örtlichen Hauptstraße, die mit der Landesstraße 494 identisch ist.

## Geschichte
Dir Kirche wurde 1841 errichtet. Rund ein Jahrhundert später folgte die Verlegung des Haupteingangs auf die Nordseite des Gebäudes. Bis Ende 2015 bildete sie eine Filiale der Pfarrkirche St. Cyriakus in Gossersweiler. Seit 2016 fungiert sie als Filiale der in Annweiler am Trifels ansässigen Pfarrei Hl. Elisabeth.

## Beschreibung
Bei der Kirche handelt es sich um einen Saalbau, der im romanisierenden Rundbogenstil gehalten ist.
Der dreiachsige Innenraum ist mit einer Flachdecke überspannt. Über dem schlichten Altartisch in der Apsis der Kirche befindet sich eine farbig gefasst Triumphkreuz-Gruppe.